# 유경 (상구후)
유경(劉頃, ? ~ ?)은 전한 후기의 제후로, 동평사왕의 아들이다.

## 생애
홍가 원년(기원전 20년), 상구후(桑丘侯)에 봉해졌는데, 이후 어떻게 되었는지 알 수 없다. 원시 원년(1년)에 일제히 열후에 봉해진 아들들 중 상구후를 이은 자가 없는 것으로 보아, 이전에 폐지된 것으로 보인다.

## 출전
- 반고, 《한서》 권15하 왕자후표 下

## 가계
- 동평사왕 유우
  - 상구후 유경
    - 양흥후 유기생
    - 능양후 유가
    - 고락후 유수
    - 평읍후 유민
    - 평찬후 유황
    - 합창후 유보
    - 이향후 유개
    - 취향후 유불해
    - 교향후 유무
    - 의향후 유회
    - 창성후 유풍
    - 악안후 유우

| 선대 (첫 봉건) | 전한의 상구후 기원전 20년 4월 신사일 ~ ? | 후대 (불명) |